# HD 141585
HD 141585，又名CP-62 4990，SAO 253328、HR 5884，是一颗恒星，视星等为6.19，位于銀經322.22，銀緯-6.76，其B1900.0坐标为赤經15h 44m 40s，赤緯-62° -6.76′ 19″。